# Azerspace-1

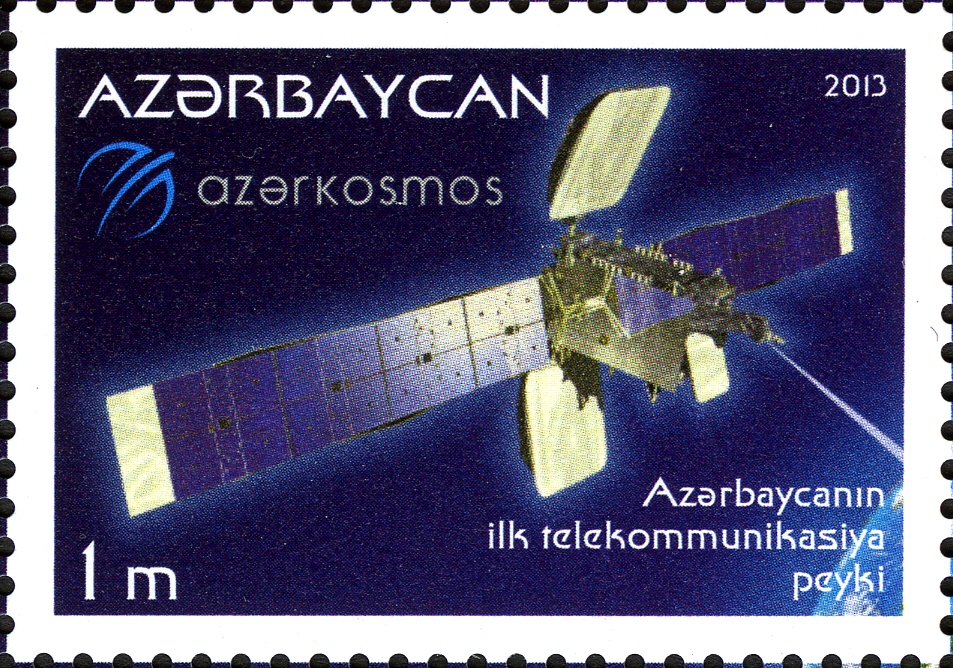
Супутник Azerspace-1 на поштовій марці

Azerspace-1, або AzerSat (азерб. AzərSat-1), відомий також як AzerSpace Africasat-1a — перший азербайджанський супутник зв'язку, збудований американською компанією Orbital Sciences Corporation на основі супутникової платформи STAR-2. Супутник важить близько 3,2 тонн и оснащений 36 активними транспондерами.
Знаходиться на геостаціонарній орбіті на позиції 46 градусів східної довготи та охоплює регіон Європи, Африки, Центральної Азії, країн Кавказу та Близького Сходу. Запуск супутника був проведений 7 лютого 2013 року з космодрому Куру.
Через цей супутник зокрема веде мовлення Київська державна регіональна телерадіокомпанія.